# Nico Ueberholz

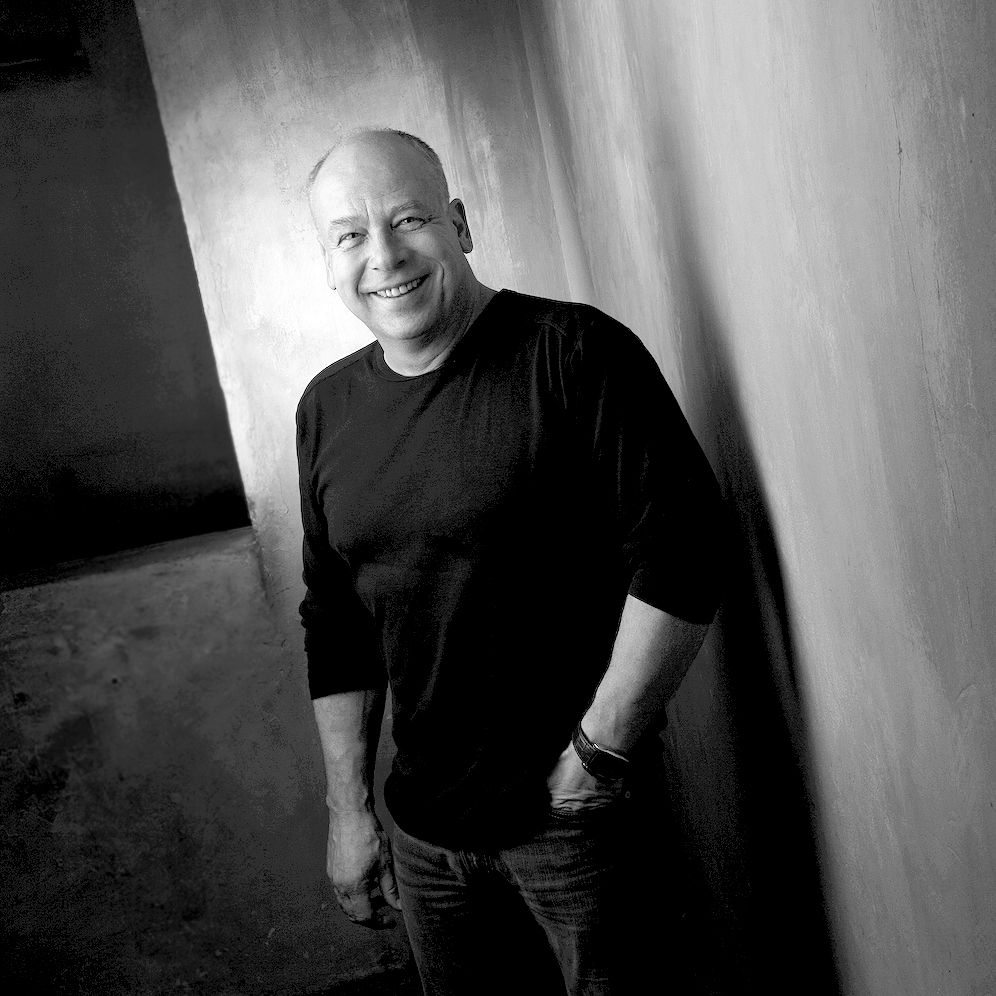
Nico Ueberholz

Nico Ueberholz (* 25. November 1957 als Nicolo Olaf Herman Ueberholz in Wuppertal) ist ein deutscher Lichtdesigner, Kommunikationsdesigner und Architekt.

## Leben und Werk

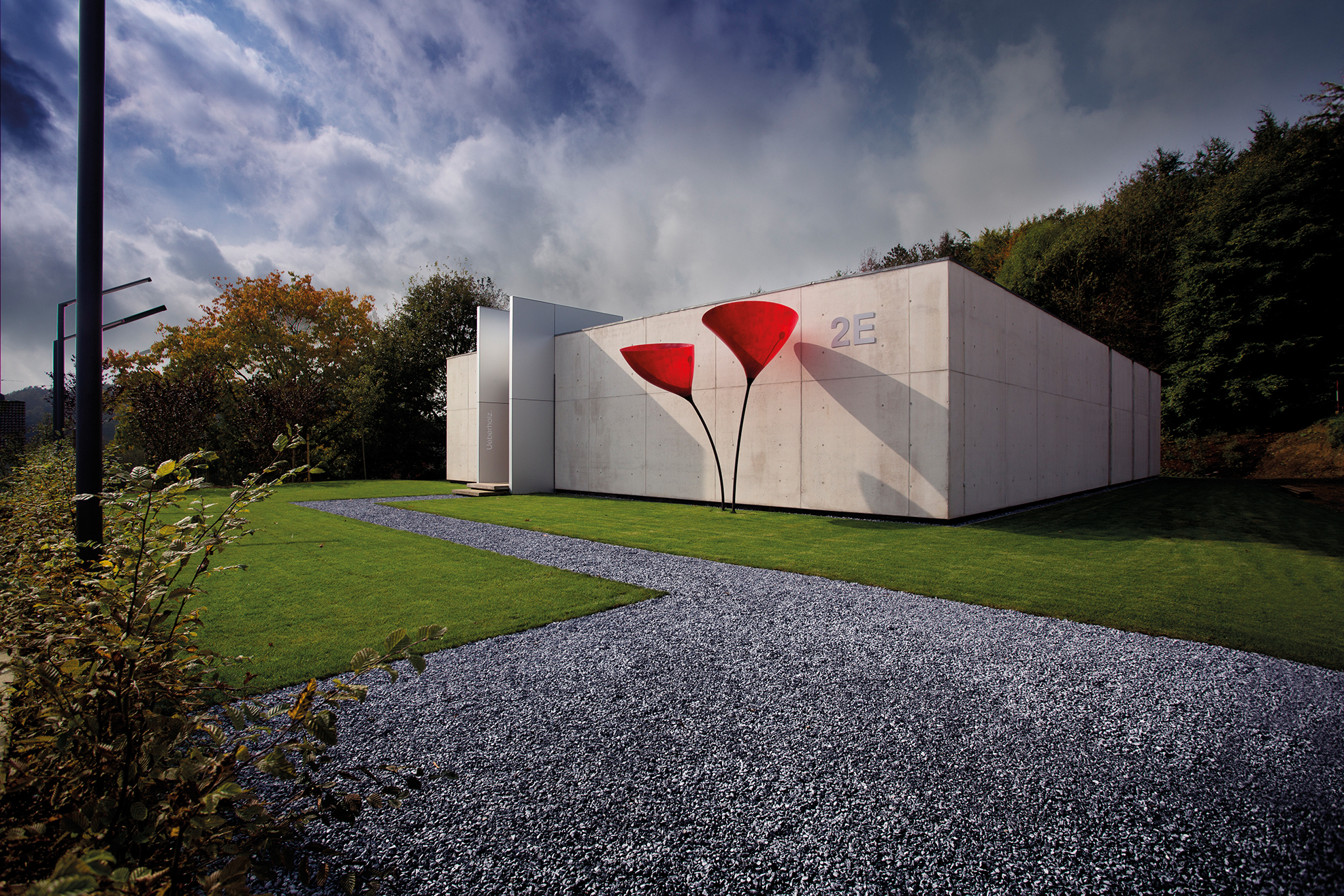
Bürogebäude der Ueberholz. GmbH

Ueberholz studierte von 1978 bis 1984 Architektur und Kommunikationsdesign an der Bergischen Universität Wuppertal, wonach er zwei Jahre im Architekturbüro seines Vaters Herman Ueberholz in Wuppertal arbeitete. Er ist Inhaber und Geschäftsführer der 1986 von ihm gegründeten Ueberholz. GmbH, die heute ein im Kommunikationsdesign international tätiger Dienstleister ist. Schwerpunkte der Firma liegen auf der dreidimensionalen Inszenierung von Räumen in den Bereichen Ausstellungen, Museumsbau, Einzelhandel, Markenberatung, 2D, Innenarchitektur und anderen Architekturkonzepten. Nico Ueberholz entwickelte nachhaltige Ausstellungskonzepte wie den Messecontainer Ueberholz 001. Die von ihm entworfenen Manufakturleuchten Mary, Jack, Glide und Table wurden mit internationalen Designpreisen ausgezeichnet.
Ueberholz. gehörte 2012 auf der Frankfurter Ausstellung Light + Building zu den ersten beiden Firmen, die eine vom Verband der Elektrotechnik, Elektronik und Informationstechnik zertifizierte LED-Röhre der Größe T8 auf den Markt brachten. 2010 gewann Ueberholz mit seinem Lichtkonzept für die Nordbahntrasse zusammen mit der Wuppertal Bewegung den Wettbewerb Kommunen im neuen Licht. Für sein persönliches Engagement für Architektur erhielt Nico Ueberholz 2011 eine Auszeichnung der Enno und Christa Springmann-Stiftung für Kunst in der Architektur. 2014 entwarf und realisierte er das Bürogebäude der Ueberholz. GmbH in Wuppertal. 
Ueberholz wurde 2016 zur Teilnahme an der Architektur Biennale in Venedig  eingeladen, für die er die Lichtinstallation LichtZeitRaum konzipierte. 2018 führte Ueberholz den Neubau SPACE aus, ein Präsentations-, Tagungs- und Ausstellungsgebäude in Wuppertal.
Ueberholz lebt und arbeitet in Wuppertal.

## Auszeichnungen
- 2003 Erste Nennung in Who is Who in Design
- 2006 Edge Award – US-amerikanische Design Auszeichnung als erster Deutscher für die Eigendarstellung auf der Messe EuroShop, Düsseldorf
- 2008 Art Directors Club Award, Messestand Einklang auf der EuroShop[11]
- 2010 Deutscher Designer Club Award
- 2010 Faces of Design-Award
- 2011 The Best of 25 Years Exhibition Design Award in Gold, für das beste Design der letzten 25 Jahre 2016 German Brand Award, Neuer Standort Ueberholz.
- 2016 IF Design Award, Neuer Standort Ueberholz
- 2017 Iconic Award Interior Innovation Best of Best, Manufakturleuchte GLIDE 2017 German Brand Award, für die Marke Ueberholz.
- 2017 German Design Award, für die Arbeitgeber-Marke
- 2017 A Design Award in Gold für Gira 2008
- 2017 Iconic Award Best of Best Lichtzeitraum
- 2018 German Design Award, Ueberholz. – Work-Space

Für viele Projekte seiner Kunden erhielt Nico Ueberholz und die Ueberholz. GmbH weitere namhafte Preise, wie Good Design, mehrfach Red Dot Award, German Design Award, If Design Award, EPDA European Product Design Award, IDA Award, A Design Award, Exhibitor Award, LIT Design Award, Adam Award, DDC Award, M+A Award, Xaver Design Award, Best of Industriepreis, Germany at its Best.
Die von Nico Ueberholz entworfenen LED-Leuchten Jack, Glide und Mary erhielten die folgenden Auszeichnungen:
- Mary (2013 Good Design Award, 2014 Interior Innovation Award Best of Best), DDC, German Designpreis
- Jack (2014 Red Dot Award, 2015 IF Design Award, 2016 German Design Award - Special mention, 2017 EPDA European Product Design Award Gold[12])
- Glide (2015 Interior Award Winner, 2015 IF Design Award, 2015 A Design & Competition Bronze, 2016 Good Design Award Product, 2016 Good Design Award Interior, 2016 Internationaler Design Preis-Silber, 2016 Iconic Award Winner, 2017 EPDA European Product Design Award Bronze, 2017 Iconic Award Interior Innovation Best of Best[4])